# Mauro Maur
Mauro Maur (8 de agosto de 1958), el Pavarotti de la trompeta, es un trompetista y compositor italiano.

## Biografía
Mauro Maur es considerado uno de los máximos virtuosos de la trompeta. 
Primera trompeta del Teatro de la Ópera de Roma desde 1985, Maur se titula muy joven en Trieste y se perfecciona en el Conservatorio Nacional Superior de París con Pierre Thibaud. 
Ha sido primera trompeta en la Orquesta Nacional de Tolosa, con la cual ha efectuado giras en Estados Unidos, Canadá, Austria, Alemania e Italia. 
Ha tocado en las más importantes salas de conciertos del mundo, entre las cuales: Carnegie Hall y Lincoln Center de N.Y.; Boston Symphony Hall; Ópera de Dresde (Alemania); Suntory Hall de Tokio. Grandes compositores (Morricone, Theodorakis, Sylvano Bussotti, Clementi, Vlad y otros) le han dedicado algunas de sus melodías. 
En la música para el cine y la televisión Mauro Maur está presente en más de 100 películas.

## Colaboración con Ennio Morricone
Mauro Maur colaboró diariamente durante más de 20 años con Ennio Morricone, grabando los solos de las películas bajo la dirección del Maestro Morricone en el histórico sitio "Forum Studios" ubicado en Piazza Euclid en Roma. Unido por una profunda amistad con Mauro Maur, Ennio Morricone le dedicó muchos solos en sus películas en forma de concierto, así como su Concierto para trompeta y orquesta "Ut". Mauro Maur realizó el estreno del Concierto bajo la dirección de Ennio Morricone y grabó la obra para BMG Ariola. Mauro Maur también fue mencionado varias veces en la autobiografía de Ennio Morricone y recibió las apasionadas dedicatorias del Maestro a las partituras después de grabarlas. La trompeta que usó Sergio Leone para las películas Spaghetti Western se la regaló Ennio Morricone a Mauro Maur.

### Condecoración
Knight: Cavaliere Ordine al Merito della Repubblica Italiana: 2008

## Obras dedicadas a Mauro Maur
- Ennio Morricone: Ut (1991), para trompeta y orquesta.[1]
- E. Morricone:Quarto Concerto (1993), para órgano, dos trompetas, dos trombones y orquesta.
- Mikis Theodorakis:Adagio, para trompeta y orquesta de cuerda.
- Sylvano Bussotti: Solfeggio in re della Regina, para trompeta piccolo.
- Fernando Grillo: Sol e Eius Umbra (1981), para trompeta y contrabajo.
- Franco Mannino (1924 - 2005): Atmosfere delle Notti Bianche di S. Pietroburgo (Atmósferas de las noches blancas de San Petersburgo), op. 279 (1987), para trompeta y orquesta.
- Antonio D'Antò: Alone away (1988), para trompeta sola.
- Dimitri Nicolau (1946 - 2008): Pathopoiia, op.86 (1988), para trompeta y percusión.
- Wolfango Dalla Vecchia: Ouverture, para trompeta y orquesta de cuerda.
- Raffaele Gervasio (1910 - 1994): Variazioni sulla "Preghiera del Mose" di Rossini, para trompeta y órgano.[2]
- G. Farace: Cuor di Pagliaccio, para fliscorno y cuarteto de saxofones.
- F. Mannino: Concerto, op. 324 (1990), para trompeta y cuerda.
- Virgilio Mortari (1902 - 1993): Divertimento (1990), para trompeta y violonchelo.
- E. Zanoni: Cadencia e Seguidilla para trompeta y piano.
- E. Zanoni: Sarabande Lirique para trompeta y piano.
- Lucia Ronchetti (n. 1963): Deserti, para trompeta y cinta magnética.
- G. Baldi: The Ancient City (1992-93), para siete trompetas, piano y percusión.
- Flavio Emilio Scogna (n. 1956): Trame (1993), para trompeta sola.
- Roman Vlad: Melodie e Squilli (1993), para trompeta y piano.[3]
- James Dashow: Morfologie (1993), para trompeta y computadora.
- Eric Chasalow: Out of Joint (1994), para trompeta y música electroacústica.
- Fabrizio De Rossi Re (n. 1960): Quarto Nero, para trompeta y órgano.
- D. Nicolau: Rug Maur Short Music, op. 89, para 3 trompetas y percusión.
- D. Nicolau: Ariette, op. 72, para trompeta sola.
- R. Chiesa: Kaddish (1998), para trompeta sola.
- Pierre Thilloy: Le Laberinthe ou Le Chemin de Jerusalem (2000), para trompeta, trombón y orquesta de cuerda.
- Marco Frisina: Hymnus, para trompeta y órgano.
- M. Frisina: Suite Giovanni Paolo II, para trompeta y órgano.
- Marco Sofianopulo: Varianti "Dal Tuo Stellato Soglio", (2004) para trompeta y órgano.
- Mario Pagotto (n. 1966): No More Seasons (2009), para trompeta y piano.
- Andrea Morricone (n. 1964): Sonata (2011), para trompeta y piano.

## Discografía
- 2009: Franco Margola.[4] F. Busoni Chamber Orchestra; dir.: M. Belli. Solista: Mauro Maur.
- 2008: On the Wings of Love. I Solisti Veneti; dir.: Claudio Scimone. J.J. Mouret Due Sinfonie per tromba e archi; Mauro Maur solista FABULA CLASSICA #12076-2
- 2003: Concerto per Alberto, omaggio all’arte di Piero Piccioni
- 2001: Antonio Vivaldi: Juditha Triumphans. I Solisti Veneti; dir.: C. Scimone. Warner Fonit #8573 85747-2
- 2001: From the Screen to the Stage: Rota & Morricone, I Filarmonici Italiani. Denon #COCQ 83538
- 1996: Mauro Maur e i suoi Solisti. Sony Columbia #COL 485352-2
- 1994: Una Tromba in scena. Mauro Maur. Iktius. Milano #C009P
- 1993: La Tromba Classica Contemporanea: musiche di Ennio Morricone, Flavio Emilio Scogna, Lucia Ronchetti, Aldo Clementi, Fabrizio De Rossi Re, Sylvano Bussotti, Mikis Theodorakis, Roman Vlad, James Dashow BMG #74321-16825-2
- 1993: Giuseppe Torelli: Concerti, Sinfonie e sonate per tromba, archi e basso continuo RS-Darpro #6367-07
- 1993: L’Orchestra Classica Contemporanea. BMG #74321-17516-2
- 1993: In the Line of Fire: musiche di Ennio Morricone. SONY #B000008GT8
- 1992: City of the Joy: musiche di Ennio Morricone. EPIC SOUNDTRAX #EK 52750
- 1991: Voyage of Terror: musiche di Ennio Morricone. BMG Ariola #OST 101
- 1989: Improvvisto dell'Angelo. Mauro Maur: trompeta. Luigi Celeghin: órgano. Casa Musicale Bongiovanni.
- 1985: Orchestre Champetre 1900. Mauro Maur: cornetta. FR3 #BZ 62004
- 1984: Sonates et Concertos pour trompette: musiche di Corelli, Manfredini, Torelli, Purcell, Telemann. Orch. de Chambre de Picardie; dir.: J.P. François; solista: Mauro Maur. Jacinthe #N84.25.001